# 察芙拉
察芙拉女爵士，GCMG（？—），是貝里斯政治人物，現任貝里斯總督。
身為瑪雅人的她本身是研究當地自身族羣的人類學家。2021年，總理強尼·布里仙紐提名她出任該國獨立後第三位總督，也是首名代表女王出任英聯邦王國總督的美洲原住民。（第二位是加拿大總督瑪麗·梅·西蒙，比她遲兩個月上任）
2022年劍橋公爵威廉王子訪問貝里斯時，她獲頒聖米迦勒及聖喬治勳章爵級大十字勳章。